# DanPilot
DanPilot är det statligt ägda lotsväsendet i Danmark. Den är ett oberoende offentligt bolag under Erhvervsministeriet, där Søfartsstyrelsen är tillsynsmyndighet. Bestämmelserna om lotsning i danska vatten regleras av lagstiftning.
DanPilot hanterar statlig lotsning genom danska vatten från alla destinationer i Danmark till alla hamnar i Baltiska havet. Danska vatten är några av världens mest trafikerade och samtidigt passagen till och från Östersjön. Varje år seglar tusentals stora fartyg med farligt gods på rutten, bland annat från de stora ryska oljeterminalerna.
DanPilots flotta består för närvarande av 24 lotsbåtar, som transporterar lotsar från 16 lotsstationerna till kundernas fartyg.